# Classe ATC J01
Une section du code ATC.
J Anti-infectieux systémiques

## J01ATétracyclines

### J01AA Tétracyclines
J01AA01 Déméclocycline
J01AA02 Doxycycline
J01AA03 Chlortétracycline
J01AA04 Lymécycline
J01AA05 Métacycline
J01AA06 Oxytétracycline
J01AA07 Tétracycline
J01AA08 Minocycline
J01AA09 Rolitétracycline
J01AA10 Pénimépicycline
J01AA11 Clomocycline
J01AA12 Tigécycline
J01AA20 Associations de tétracyclines
QJ01AA53 Chlortétracycline, associations
J01AA56 Oxytétracycline, associations

## J01B Phénicols

### J01BAPhénicols
J01BA01 Chloramphénicol
J01BA02 Thiamphénicol
J01BA52 Thiamphénicol, associations
QJ01BA90 Florfénicol
QJ01BA99 Amphénicols, associations

## J01C Antibactériensbêta-lactamines,pénicillines

### J01CA Pénicillines àspectre large
J01CA01 Ampicilline
J01CA02 Pivampicilline
J01CA03 Carbénicilline
J01CA04 Amoxicilline
J01CA05 Carindacilline
J01CA06 Bacampicilline
J01CA07 Épicilline
J01CA08 Pivmécillinam
J01CA09 Azlocilline
J01CA10 Mezlocilline
J01CA11 Mecillinam
J01CA12 Pipéracilline
J01CA13 Ticarcilline
J01CA14 Métampicilline
J01CA15 Talampicilline
J01CA16 Sulbenicilline
J01CA17 Témocilline
J01CA18 Hétacilline
J01CA19 Aspoxicilline
J01CA20 Associations
J01CA51 Ampicilline, associations

### J01CE Pénicillines sensibles auxbêta-lactamases
J01CE01 Benzylpénicilline
J01CE02 Phénoxyméthylpénicilline
J01CE03 Propicilline
J01CE04 Azidocilline
J01CE05 Phénéticilline
J01CE06 Pénamécilline
J01CE07 Clométocilline
J01CE08 Benzathine benzylpénicilline
J01CE09 Procaïne benzylpénicilline
J01CE10 Benzathine phénoxyméthylpénicilline
J01CE30 Associations
QJ01CE90 Pénéthamate hydroiodure
QJ01CE91 Bénéthamine pénicilline

### J01CF Pénicillines résistantes aux bêta-lactamases
J01CF01 Dicloxacilline
J01CF02 Cloxacilline
J01CF03 Méthicilline
J01CF04 Oxacilline
J01CF05 Flucloxacilline
J01CF06 Nafcilline

### J01CG Inhibiteurs des bêta-lactamases
J01CG01 Sulbactam
J01CG02 Tazobactam

### J01CR Associations de pénicillines avec un inhibiteur des bêta-lactamases
J01CR01 Ampicilline et inhibiteur des bêta-lactamases
J01CR02 Amoxicilline et inhibiteur des bêta-lactamases
J01CR03 Ticarcilline et inhibiteur des bêta-lactamases
J01CR04 Sultamicilline
J01CR05 Pipéracilline et inhibiteur des bêta-lactamases
J01CR50 Associations de pénicillines

## J01D Autres antibactériens bêta-lactamines

### J01DBCéphalosporinesde première génération
J01DB01 Céfalexine
J01DB02 Céfaloridine (en)
J01DB03 Céfalotine
J01DB04 Céfazoline
J01DB05 Céfadroxil
J01DB06 Céfazédone (en)
J01DB07 Céfatrizine
J01DB08 Céfapirine
J01DB09 Céfradine
J01DB10 Céfacétrile (en)
J01DB11 Cefroxadine (en)
J01DB12 Ceftézole (en)

### J01DCCéphalosporinesde deuxième génération
J01DC01 Céfoxitine
J01DC02 Céfuroxime
J01DC03 Céfamandole
J01DC04 Céfaclor
J01DC05 Céfotétan
J01DC06 Céfonicide (en)
J01DC07 Céfotiam
J01DC08 Loracarbef (en)
J01DC09 Cefmétazole (en)
J01DC10 Cefprozil (en)
J01DC11 Céforanide (en)
J01DC12 Cefminox (en)
J01DC13 Cefbupérazone (en)
J01DC14 Flomoxef (en)

### J01DDCéphalosporinesde troisième génération
J01DD01 Céfotaxime
J01DD02 Ceftazidime
J01DD03 Cefsulodine
J01DD04 Ceftriaxone
J01DD05 Cefménoxime (en)
J01DD06 Latamoxef (en)
J01DD07 Ceftizoxime
J01DD08 Céfixime
J01DD09 Céfodizime (en)
J01DD10 Céfétamet (en)
J01DD11 Cefpiramide (en)
J01DD12 Céfopérazone
J01DD13 Cefpodoxime
J01DD14 Ceftibuten (en)
J01DD15 Cefdinir
J01DD16 Cefditoren
J01DD17 Cefcapène (en)
J01DD51 Cefotaxime et inhibiteur des bêta-lactamases
J01DD52 Ceftazidime et inhibiteur des bêta-lactamases
J01DD54 Ceftriaxone, associations
J01DD62 Céfopérazone et inhibiteur des bêta-lactamases
J01DD63 Ceftriaxone et inhibiteur des bêta-lactamases
QJ01DD90 Ceftiofur
QJ01DD91 Céfovécine
QJ01DD99 Ceftiofur, associations

### J01DECéphalosporinesde quatrième génération
J01DE01 Céfépime
J01DE02 Cefpirome
J01DE03 Céfozopran (en)
QJ01DE90 Cefquinome

### J01DFMonobactames
J01DF01 Aztréonam
J01DF02 Carumonam (en)

### J01DHCarbapénèmes
J01DH02 Méropénème
J01DH03 Ertapénème
J01DH04 Doripénème
J01DH05 Biapénème (en)
J01DH51 Imipénème et cilastatine
J01DH55 Panipénème et bêtamipron (en)

### J01DI Autres céphalosporines et pénèmes
J01DI01 Ceftobiprole médocaril
J01DI02 Ceftaroline fosamil
J01DI03 Faropénème
J01DI54 Ceftolozane et inhibiteur des bêta-lactamases

## J01ESulfamidésettriméthoprime

### J01EA Triméthoprime et dérivés
J01EA01 Triméthoprime
J01EA02 Brodimoprime
J01EA03 Iclaprime

### J01EB Sulfamidés de courtedemi-vie
J01EB01 Sulfaisodimidine
J01EB02 Sulfaméthizole
J01EB03 Sulfadimidine
J01EB04 Sulfapyridine
J01EB05 Sulfafurazole
J01EB06 Sulfanilamide
J01EB07 Sulfathiazole
J01EB08 Sulfathiourée
J01EB20 Associations

### J01EC Sulfamidés de demi-vie intermédiaire
J01EC01 Sulfaméthoxazole
J01EC02 Sulfadiazine
J01EC03 Sulfamoxole
J01EC20 Associations

### J01ED Sulfamidés de longue demi-vie
J01ED01 Sulfadimethoxine
J01ED02 Sulfalène
J01ED03 Sulfamétomidine
J01ED04 Sulfamétoxydiazine
J01ED05 Sulfaméthoxypyridazine
J01ED06 Sulfapérine
J01ED07 Sulfamérazine
J01ED08 Sulfaphénazole
J01ED09 Sulfamazone
J01ED20 Associations

### J01EE Associations de sulfamidés ettriméthoprime, y compris des dérivés
J01EE01 Sulfaméthoxazole et triméthoprime
J01EE02 Sulfadiazine et triméthoprime
J01EE03 Sulfametrole et triméthoprime
J01EE04 Sulfamoxole et triméthoprime
J01EE05 Sulfadimidine et triméthoprime
J01EE06 Sulfadiazine et tétroxoprime
J01EE07 Sulfamérazine et triméthoprime

### QJ01EQ Sulfamides
QJ01EQ01 Sulfapyrazole
QJ01EQ02 Sulfaméthizole
QJ01EQ03 Sulfadimidine
QJ01EQ04 Sulfapyridine
QJ01EQ05 Sulfafurazole
QJ01EQ06 Sulfanilamide
QJ01EQ07 Sulfathiazole
QJ01EQ08 Sulfaphénazole
QJ01EQ09 Sulfadiméthoxine
QJ01EQ10 Sulfadiazine
QJ01EQ11 Sulfaméthoxazole
QJ01EQ12 Sulfachlorpyridazine
QJ01EQ13 Sulfadoxine
QJ01EQ14 Sulfatroxazol
QJ01EQ15 Sulfaméthoxypyridazine
QJ01EQ16 Sulfazuinoxaline
QJ01EQ17 Sulfamérazine
QJ01EQ18 Sulfamonométhoxine
QJ01EQ19 Sulfalène
QJ01EQ21 Sulfacétamide
QJ01EQ30 Associations de sulfamides
QJ01EQ59 Sulfadiméthoxine, associations

### QJ01EW Associations de sulfamides et triméthoprime, incluant les dérivés
QJ01EW03 Sulfadimidine et triméthoprime
QJ01EW09 Sulfadiméthoxine et triméthoprime
QJ01EW10 Sulfadiazine et triméthoprime
QJ01EW11 Sulfaméthoxazole et triméthoprime
QJ01EW12 Sulfachlorpyridazine et triméthoprime
QJ01EW13 Sulfadoxine et triméthoprime
QJ01EW14 Sulfatroxazol et triméthoprime
QJ01EW15 Sulfaméthoxypyridazine et triméthoprime
QJ01EW16 Sulfaquinoxaline et triméthoprime
QJ01EW17 Sulfamonométhoxine et triméthoprime
QJ01EW18 Sulfamérazine et triméthoprime
QJ01EW30 Associations de sulfamides et triméthoprime

## J01FMacrolides,lincosamidesetstreptogramines

### J01FA Macrolides
J01FA01 Érythromycine
J01FA02 Spiramycine
J01FA03 Midécamycine
J01FA05 Oléandomycine
J01FA06 Roxithromycine
J01FA07 Josamycine
J01FA08 Troléandomycine
J01FA09 Clarithromycine
J01FA10 Azithromycine
J01FA11 Miocamycine
J01FA12 Rokitamycine
J01FA13 Dirithromycine
J01FA14 Flurithromycine
J01FA15 Télithromycine
J01FA16 Solithromycine
QJ01FA90 Tylosine
QJ01FA91 Tilmicosine
QJ01FA92 Tylvalosine
QJ01FA93 Kitasamycine
QJ01FA94 Tulathromycine
QJ01FA95 Gamithromycine
QJ01FA96 Tildipirosine

### J01FF Lincosamides
J01FF01 Clindamycine
J01FF02 Lincomycine
QJ01FF52 Lincomycine, associations

### J01FG Streptogramines
J01FG01 Pristinamycine
J01FG02 Quinupristine-dalfopristine
QJ01FG90 Virginiamycine

## J01G Antibactériensaminosides

### J01GA Streptomycines
J01GA01 Streptomycine
J01GA02 Streptoduocine
QJ01GA90 Dihydrostreptomycine

### J01GB Autres aminosides
J01GB01 Tobramycine
J01GB03 Gentamicine
J01GB04 Kanamycine
J01GB05 Néomycine
J01GB06 Amikacine
J01GB07 Nétilmicine
J01GB08 Sisomicine
J01GB09 Dibékacine
J01GB10 Ribostamycine
J01GB11 Isépamicine
J01GB12 Arbékacine
J01GB13 Békanamycine
QJ01GB90 Apramycine
QJ01GB91 Framycétine
QJ01GB92 Paromomycine

## J01M Antibactériensquinolones

### J01MAFluoroquinolones
J01MA01 Ofloxacine
J01MA02 Ciprofloxacine
J01MA03 Péfloxacine
J01MA04 Énoxacine
J01MA05 Temafloxacine
J01MA06 Norfloxacine
J01MA07 Loméfloxacine
J01MA08 Fléroxacine
J01MA09 Sparfloxacine
J01MA10 Rufloxacine
J01MA11 Grépafloxacine
J01MA12 Lévofloxacine
J01MA13 Trovafloxacine
J01MA14 Moxifloxacine
J01MA15 Gémifloxacine
J01MA16 Gatifloxacine
J01MA17 Prulifloxacine
J01MA18 Pazufloxacine
J01MA19 Garénoxacine
J01MA21 Sitafloxacine
QJ01MA90 Enrofloxacine
QJ01MA92 Danofloxacine
QJ01MA93 Marbofloxacine
QJ01MA94 Difloxacine
QJ01MA95 Orbifloxacine
QJ01MA96 Ibafloxacine
QJ01MA97 Pradofloxacine

### J01MB Autres quinolones
J01MB01 Rosoxacine
J01MB02 Acide nalidixique
J01MB03 Acide piromidique
J01MB04 Acide pipémidique
J01MB05 Acide oxolinique
J01MB06 Cinoxacine
J01MB07 Fluméquine
J01MB08 Némonoxacine

### QJ01MQ Quinoxalines
QJ01MQ01 Olaquindox

## J01R Associations d'antibactériens

### J01RA Associations d'antibactériens
J01RA01 Pénicillines, associations avec d'autres antibactériens
J01RA02 Sulfamidés, associations avec d'autres antibactériens (triméthoprime exclu)
J01RA03 Céfuroxime, associations avec d'autres antibactériens
J01RA04 Spiramycine et métronidazole
J01RA05 Lévofloxacine et ornidazole
J01RA06 Céfépime et amikacine
J01RA07 Azithromycine, fluconazole et sécnidazole
J01RA08 Tétracycline et oléandomycine
J01RA09 Ofloxacine et ornidazole
J01RA10 Ciprofloxacine et métronidazole
J01RA11 Ciprofloxacine et tinidazole
J01RA12 Ciprofloxacine et ornidazole
J01RA13 Norfloxacine et tinidazole
QJ01RA90 Tétracyclines, associations avec d'autres antibactériens
QJ01RA91 Macrolides, associations avec d'autres antibactériens
QJ01RA92 Phénicolés, associations avec d'autres antibactériens
QJ01RA94 Lincosamides, associations avec d'autres antibactériens
QJ01RA95 Polymyxines, associations avec d'autres antibactériens
QJ01RA96 Quinolones, associations avec d'autres antibactériens
QJ01RA97 Aminosides, associations avec d'autres antibactériens

### QJ01RV Associations d'antibactériens et d'autres substances
QJ01RV01 Antibactériens et corticostéroïdes

## J01X Autres antibactériens

### J01XA Antibactériensglycopeptides
J01XA01 Vancomycine
J01XA02 Teïcoplanine
J01XA03 Télavancine
J01XA04 Dalbavancine
J01XA05 Oritavancine

### J01XBPolymyxines
J01XB01 Colistine
J01XB02 Polymyxine B

### J01XC Antibactériensstéroïdiens
J01XC01 Acide fusidique

### J01XD Dérivés de l'imidazole
J01XD01 Métronidazole
J01XD02 Tinidazole
J01XD03 Ornidazole

### J01XE Dérivés dunitrofurane
J01XE01 Nitrofurantoïne
J01XE02 Nifurtoïnol
J01XE03 Furazidine
J01XE51 Nitrofurantoïne, associations
QJ01XE90 Furazolidine

### QJ01XQ Pleuromutilines
QJ01XQ01 Tiamuline
QJ01XQ02 Valnémuline

### J01XX Autres antibactériens
J01XX01 Fosfomycine
J01XX02 Xibornol
J01XX03 Clofoctol
J01XX04 Spectinomycine
J01XX05 Méthénamine
J01XX06 Acide mandélique
J01XX07 Nitroxoline
J01XX08 Linézolide
J01XX09 Daptomycine
J01XX10 Bacitracine
J01XX11 Tédizolid
QJ01XX55 Méthénamine, associations
QJ01XX93 Furaltadone
QJ01XX95 Novobiocine